# Hill Cove (Falklandinseln)
Hill Cove ist eine Siedlung mit 16 Einwohnern (Falkland Island Census 2012) auf Westfalkland. Sie liegt im Nordwesten der Insel, im Norden grenzt der Byron Sound an den Ort. Von Hill Cove hat man einen Blick auf Port Egmont, bei Saunders Island. Im Süden grenzt die Hill Cove Range mit Mount Adam an die Ortschaft. Hill Cove verfügt außerdem über einen kleinen Wald, den Hill Cove Forest. Die wenigen Straßenverbindungen führen von hier aus  über die Hill Cove Street nach Roy Cove, Dunbar, Shallow Bay, zu weiteren kleineren Ortsteilen von Hill Cove und nach Chartres. Für Einwohner und Touristen ist hier außerdem der Hill Cove Jetty verfügbar, für eine Westfalkland Tour.

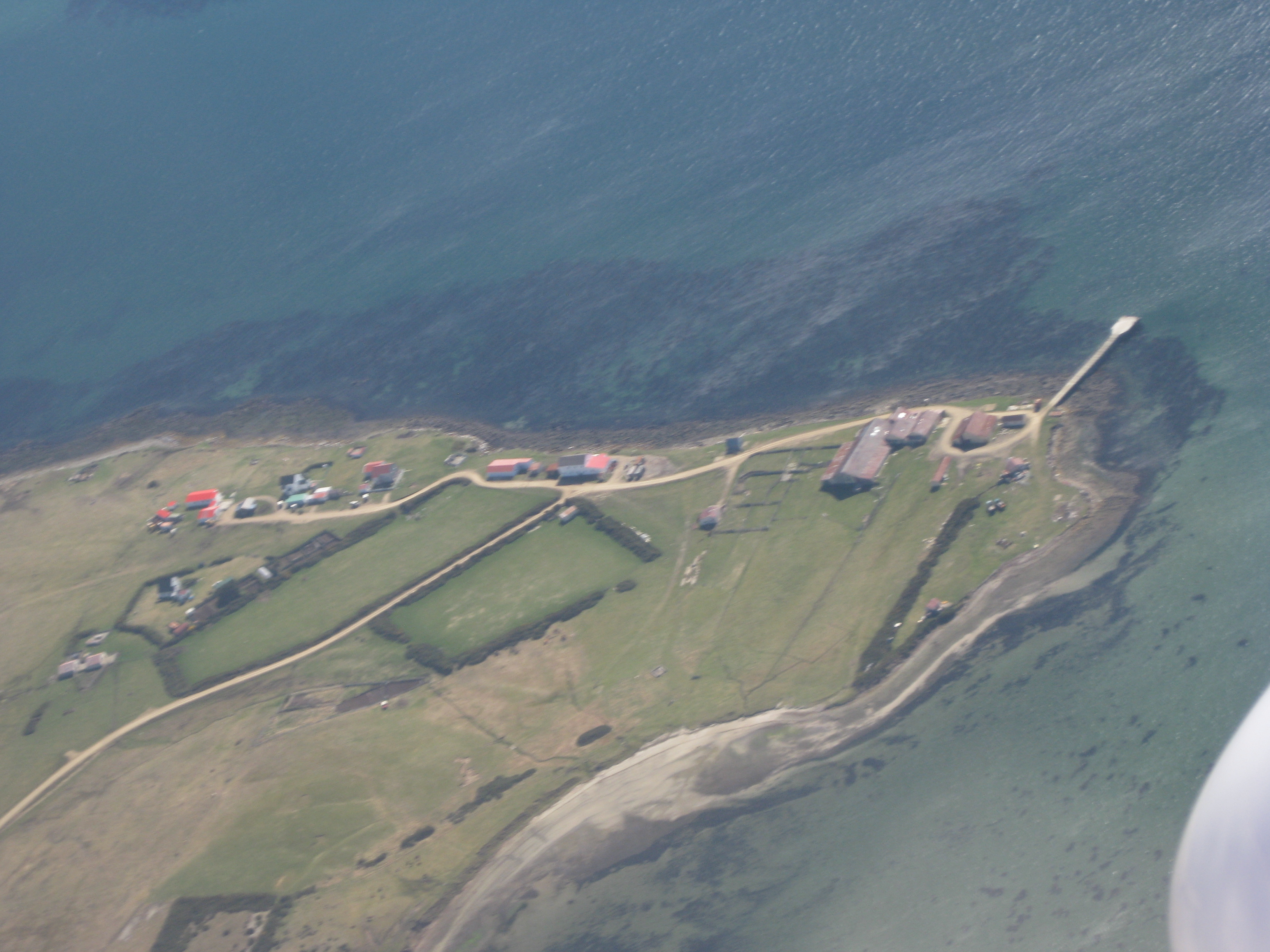
Luftbild von Hill Cove

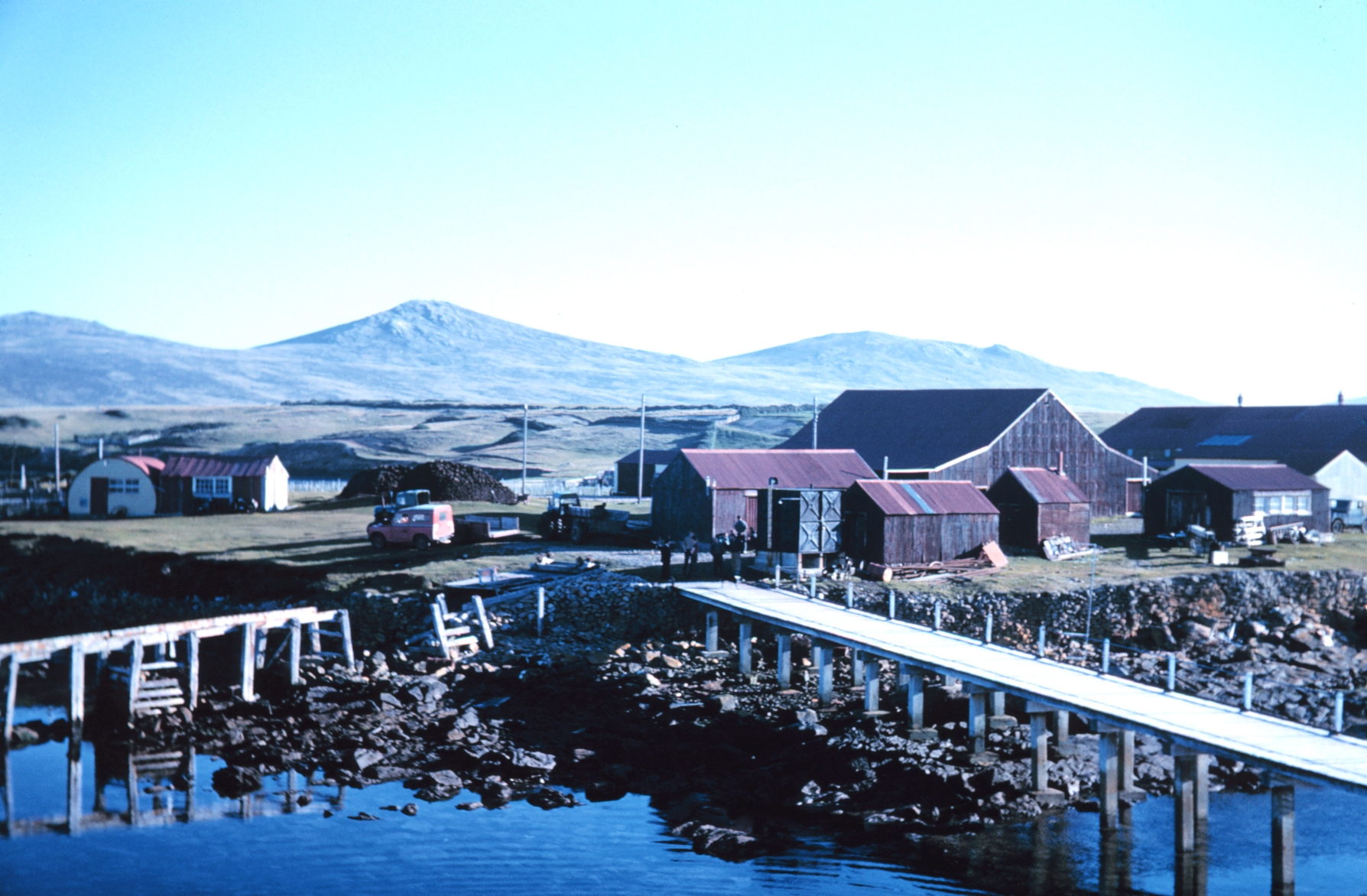
Hill Cove im April 1962

## Geschichte
Hill Cove war einer der frühsten Siedlungen im 19. Jahrhundert, damals standen hier nur ein paar Häuser und war bis 1860 nicht permanent besiedelt. 1880 wurden bei Hill Cove Bäume gepflanzt und waren 1925 groß. Dadurch entstand der Hill Cove Forest. Hill Cove spielte keine Rolle im Falklandkrieg